# Primitive Reason
Primitive Reason est un groupe de rock alternatif crossover portugais, originaire de Cascais, Lisbonne. Formé en 1994, le groupe mélange divers styles musicaux incluant reggae, trance, hip-hop, punk hardcore et heavy metal.

## Biographie
Les amis de longue date Guillermo de Llera (basse et chant), Jorge Felizardo (batterie) et Brian Jackson (chant) se rencontrent à Cascais, à quelques kilomètres de Lisbonne. En 1993, ils décident de devenir musiciens professionnels, et forment Primitive Reason en 1994. Peu après, ils font appel à leurs amis Mark Cain (saxophone) et Mikas Ventura (guitare). Les différentes origines (Portugal, Espagne, Royaume-Uni, États-Unis, Suisse), goûts musicaux et modes de vie de chaque membre sont le point de départ des premières chansons du groupe et de leurs concerts intenses qui leur vaudra leur réputation sur scène.
Primitive Reason émerge dans la scène musicale en 1996, à la sortie de l'album Alternative Prison (réédité en 2008 par Kaminari Records). Leur premier single, Seven Fingered Friend (reggae et ska), est un succès immédiat, et leur chanson Hipócrita (afro et ska) démontre leur capacité à mêler plusieurs genres musicaux oscillant du rap, punk, hardcore, reggae, ska, tribal, jazz et funk. Des chansons comme So You Say et Devil in June sont des exemples de leurs chansons anarchiques. En 1998, le groupe publie un deuxième album intitulé Tips and Shortcuts au label Farol Música. Après la sortie de l'album, Primitive Reason décide de quitter le label par manque de publicité, puis de se délocaliser à New York et signer au label indépendant Jahnotion Records.
À l'aube du millénaire, le groupe recrute deux nouveaux membres et fans du groupe, James (basse) et Abel Beja (guitare), et commence à tourner dans New York jouant notamment dans des lieux comme au CBGB’s, Mercury Lounge, Knitting Factory et Wetlands. En soutien à la sortie américaine de son album, le groupe effectue plusieurs dates américaines avec des groupes comme Fishbone, The Urge, Misfits, Murphy's Law et The Pilfers. En septembre 2000, ils sortent l'album Some of Us chez Jahnotion Records,. En 2001, ils reviennent au Portugal en soutien à la sortie locale de l'album. L'année suivante, Primitive Reason décide de se relocaliser à Lisbonne, et de tourner dans le pays avec notamment Soulfly, Rammstein, Manu Chao, Suicidal Tendencies, UB40, Slipknot et Nickelback.
Primitive Reason revient en 2013 avec la sortie de l'album Power to the People, totalement financé par les fans. Leur nouveau single, Seeds Among the Rain est diffusée sur la chaine de radio portugaise Antena 3.

## Membres

### Membres actuels
- Guillermo de Llera - chant, percussions, didgeridoo
- Abel Beja - guitare, chœurs (depuis 2000)
- Tino Dias - batterie (depuis 2012)
- Luís Pereira - basse (depuis 2010)
- Rui Travasso - saxophone (depuis 2010)

### Anciens membres
- Brian Jackson - chant (1993-1999)
- Micas Ventura - guitare (1993-1999)
- Mark Cain - saxophone (1995-1999)
- Rato - guitare (1996-1997)
- Tom Martin - guitare (sur Some of Us ; 2000)
- Rob Dinero - platines de mixage (2000)
- Jorge Felizardo - batterie (1993-2003)
- Tó Bravo - trombone (2003)
- Nélson Sobral - batterie (2004)
- João Marques - trombone (2004-2005)
- Marcos Alves - batterie (2003-2006)
- Hélder Brazete - batterie (2004-2006)
- Ricardo Magala - trompette (2004-2007)
- Jorge Mata - saxophone (2005-2007)
- James Beja - basse (2000-2008)
- Ricardo Barriga - guitare (2007-2009)
- Pepe de Souza - batterie (2007-2011)

## Discographie
- 1996 : Alternative Reason (réédité en 2008)
- 1998 : Tips Shortcuts
- 2001 : Some of Us
- 2003 : The Firescroll
- 2005 : Pictures in the Wall
- 2007 : Cast the Way (EP)
- 2013 : Power to the People